# Carl Mathies

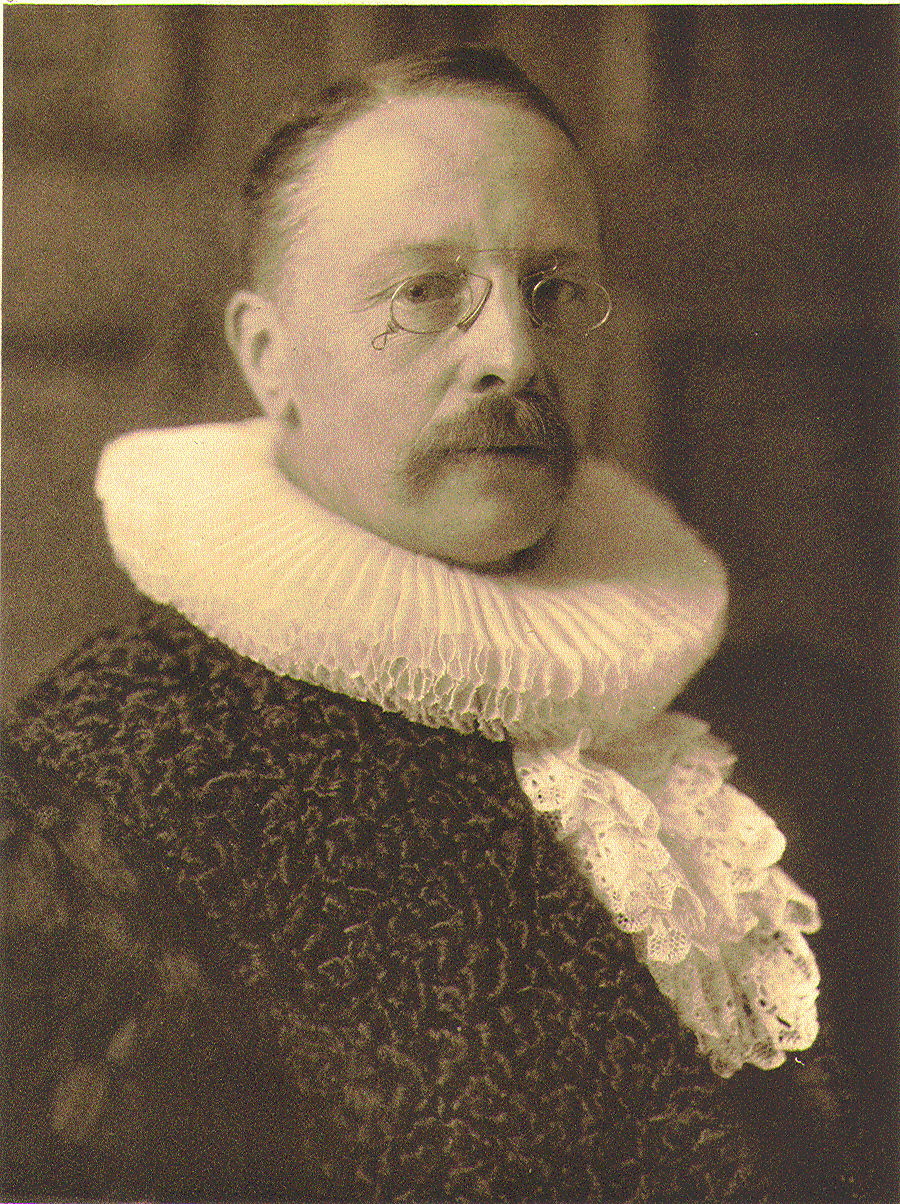
Carl Mathies 1905

Carl Georg Ludwig Mathies (* 11. Februar 1849 in Hannover; † 23. Dezember 1906 in Hamburg) war ein Kaufmann und Hamburger Senator.

## Leben

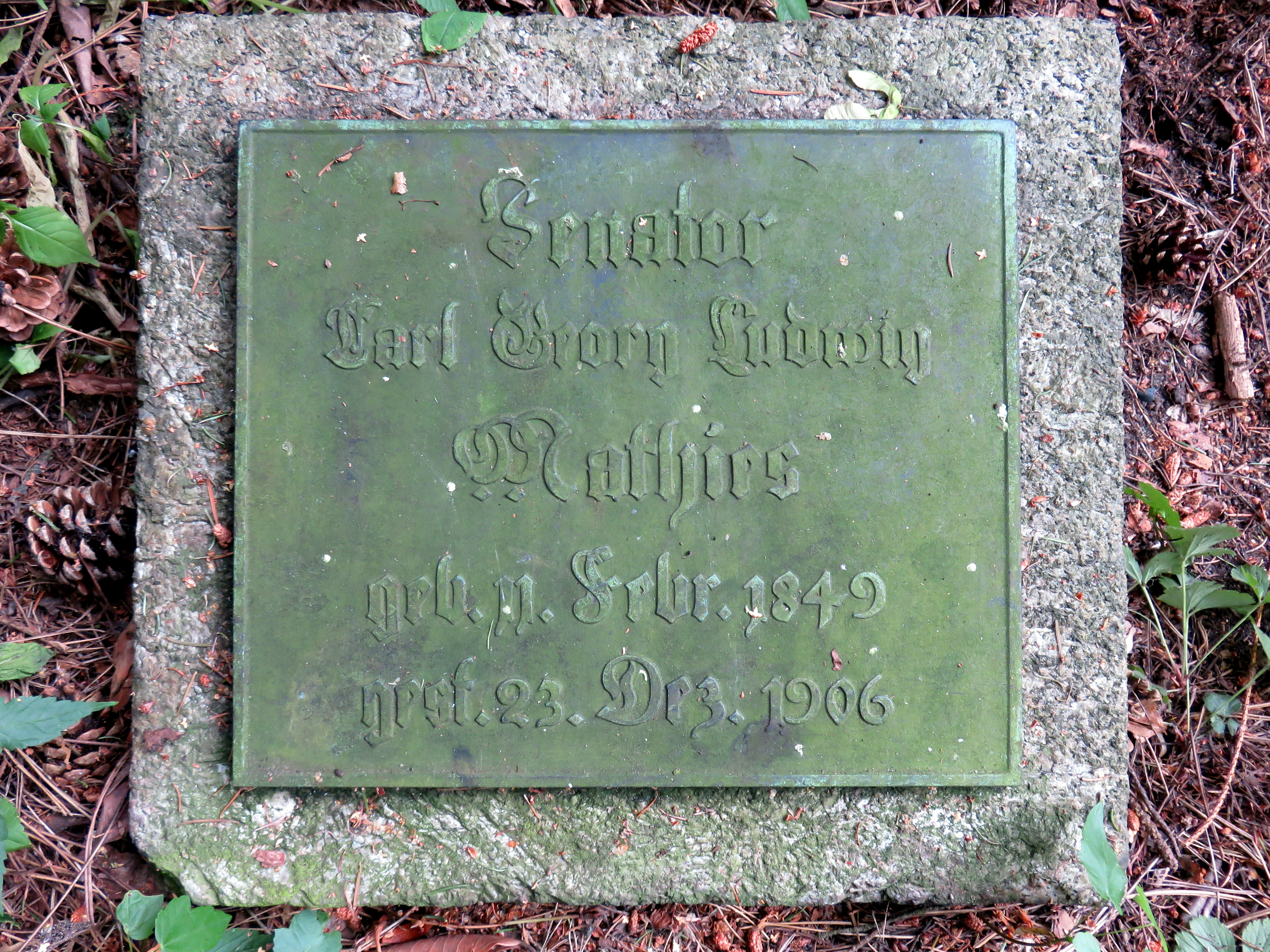
Grab „Senator Mathies“ auf dem Ohlsdorfer Friedhof

Mathies wurde in Hannover als Sohn von Carl Friedrich Ludwig Mathies und der Louise Juliane, geb. Berkefeld (1825–1902) geboren, wuchs in Hannover auf und machte von 1864 bis 1867 eine kaufmännische Lehre in Mannheim. Daran schlossen sich zwei weitere Lehrjahre in der Firma seines Onkels, L.F. Mathies & Co. in Hamburg an und anderthalb Jahre in einem Bankhaus in Paris. Bedingt durch den Deutsch-Französischen Krieg 1870–71 musste Mathies seine Tätigkeit in Paris aufgeben. Er kehrte nach Hamburg zurück und trat wieder in die Firma seines Onkels ein, bei der 1871 Teilhaber wurde. 1879 erwarb er das Hamburgische Bürgerrecht. Von 1891 bis 1904 wirkte er als Herzoglich Sächsisch-Coburg-Gothaischer Konsul in Hamburg und war von 1891 bis 1894 Handelsrichter. In die Hamburgische Bürgerschaft wurde Mathies 1897 gewählt, er gehörte ihr bis zu seiner Wahl in den Senat am 11. Januar 1904 an. Im Senat war er in unterschiedlichen Bereichen tätig, vor allem aber im Armen-Kollegium, dessen Präses er seit 1905 war. 
1873 heiratete Mathies Agnes Maria Henneberg, Tochter des Fabrikbesitzers Siegmund Henneberg in Gotha und der Clotilde Caroline Perthes.
Carl Mathies wurde, ebenso wie seine Ehefrau und zwei früh verstorbene Kinder, auf dem Hamburger Friedhof Ohlsdorf beigesetzt im Planquadrat AC 13 (oberhalb Stiller Weg, westlich Nordteich).
Der Schriftsteller und katholische Priester Paul de Mathies (1868–1924), Sohn des Reedereibesitzers Ludwig Friedrich Mathies (1825–1898), war sein Cousin.